# اتحاد المثقفين بكوريا الشمالية
اتحاد المثقفين بكوريا الشمالية هو مجموعة من المنشقين من كوريا الشمالية المقيمين في كوريا الجنوبية.
وقد تم تأسيسه بواسطة كيم هيونج كوانج  في أكتوبر 2008.

## نظرة عامة
إن مهمة اتحاد المثقفين بكوريا الشمالية هي تعزيز الحرية والديموقراطية والإصلاح وحقوق الإنسان في كوريا الشمالية. وتشمل أنشطتها:
- إجراء بحوث أكاديمية عن كوريا الشمالية والاتحاد
- بحث أفكار عن تطور وتقدم كوريا الشمالية
- تنمية مهارات مثقفي كوريا الشمالية المهاجرين وتشجيع الأجيال الشابة

وقد عرف أيضًا عن المنظمة تهريبها لمحركات USB التي تحتوي على معلومات سياسية عن الأنشطة الحكومية لكوريا الجنوبية مع أسطوانات DVD وغيرها من محتوى وسائط كوريا الجنوبية.

## وصلات خارجية
- Homepage (Korean)
- Homepage (English)